# Handball-Weltmeisterschaft der Frauen 2015
Die 22. Handball-Weltmeisterschaft der Frauen wurde vom 5. bis 20. Dezember 2015 in Dänemark ausgetragen. Insgesamt traten 24 Mannschaften an. Weltmeister wurde Norwegen. Veranstalter war die Internationale Handballföderation (IHF).

## Gastgeber
Nachdem Südkorea seine Bewerbung zurückgezogen hatte, war der Dänische Handballverband (DHF) der einzige Bewerber für die Austragung der Spiele. So vergab der Rat der Internationalen Handballföderation (IHF) am 27. Januar 2011 in Malmö die Weltmeisterschaft der Frauen 2015 an den DHF.

## Austragungsorte
Die Spiele wurden in folgenden Hallen ausgetragen werden:
| Herning          | Kolding       | Frederikshavn | Næstved       |
| ---------------- | ------------- | ------------- | ------------- |
| Jyske Bank Boxen | Sydbank Arena | Arena Nord    | Arena Næstved |
| 14.000 Plätze    | 5.100 Plätze  | 2.800 Plätze  | 3.500 Plätze  |
|                  |               |               |               |

## Teilnehmer
Von den 24 teilnehmenden Mannschaften waren Dänemark als Gastgeber und Brasilien als titelverteidigender Weltmeister 2013 sowie Norwegen als Europameister 2014 direkt für die Teilnahme qualifiziert. Deutschland und Serbien erhielten die zwei Wildcards, deren Vergabe am 21. November 2014 von der IHF festgelegt wurden.
Für die Teilnahme am Turnier qualifizierten sich die folgenden Mannschaften:
| Land                         | Kontinent (Verband) | Qualifiziert als                | Datum der Qualifikation | Bisherige Teilnahmen an Weltmeisterschaften                                                                                       |
| ---------------------------- | ------------------- | ------------------------------- | ----------------------- | --- |
| Dänemark                     | Europa (EHF)        | Gastgeber                       | 27. Jan. 2011           | 11 (1962, 1993, 1995, 1997, 1999, 2001, 2003, 2005, 2009, 2011, 2013)                                                             |
| Brasilien                    | Panamerika (PATHF)  | Weltmeister 2013                | 22. Dez. 2013           | 09 (1995, 1997, 1999, 2001, 2003, 2005, 2007, 2011, 2013)                                                                         |
| Norwegen                     | Europa (EHF)        | Europameister 2014              | 21. Dez. 2014           | 17 (1971, 1973, 1975, 1982, 1986, 1990, 1993, 1995, 1997, 1999, 2001, 2003, 2005, 2007, 2009, 2011, 2013)                         |
| Montenegro                   | Europa (EHF)        | Play Offs Europa                | 13. Juni 2015           | 02 (2011, 2013) |
| Ungarn                       | Europa (EHF)        | Play Offs Europa                | 13. Juni 2015           | 19 (1957, 1962, 1965, 1971, 1973, 1975, 1978, 1982, 1986, 1993, 1995, 1997, 1999, 2001, 2003, 2005, 2007, 2009, 2013)             |
| Spanien                      | Europa (EHF)        | Play Offs Europa                | 13. Juni 2015           | 07 (1993, 2001, 2003, 2007, 2009, 2011, 2013)                                                                                     |
| Niederlande                  | Europa (EHF)        | Play Offs Europa                | 13. Juni 2015           | 09 (1971, 1973, 1978, 1986, 1999, 2001, 2005, 2011, 2013)                                                                         |
| Rumänien                     | Europa (EHF)        | Play Offs Europa                | 13. Juni 2015           | 21 (1957, 1962, 1965, 1971, 1973, 1975, 1978, 1982, 1986, 1990, 1993, 1995, 1997, 1999, 2001, 2003, 2005, 2007, 2009, 2011, 2013) |
| Russland                     | Europa (EHF)        | Play Offs Europa                | 13. Juni 2015           | 10 (1993, 1995, 1997, 1999, 2001, 2003, 2005, 2007, 2009, 2011)                                                                   |
| Polen                        | Europa (EHF)        | Play Offs Europa                | 13. Juni 2015           | 14 (1957, 1962, 1965, 1973, 1975, 1978, 1986, 1990, 1993, 1997, 1999, 2005, 2007, 2013)                                           |
| Frankreich                   | Europa (EHF)        | Play Offs Europa                | 13. Juni 2015           | 11 (1986, 1990, 1997, 1999, 2001, 2003, 2005, 2007, 2009, 2011, 2013)                                                             |
| Schweden                     | Europa (EHF)        | Play Offs Europa                | 13. Juni 2015           | 07 (1957, 1990, 1993, 1995, 2001, 2009, 2011)                                                                                     |
| Tunesien                     | Afrika (CAHB)       | Afrikameister 2014              | 25. Jan. 2014           | 03 (1978, 1997, 2013) |
| Demokratische Republik Kongo | Afrika (CAHB)       | 2. Afrikameisterschaft 2014     | 25. Jan. 2014           | 01 (2013) |
| Angola                       | Afrika (CAHB)       | 3. Afrikameisterschaft 2014     | 25. Jan. 2014           | 12 (1990, 1993, 1995, 1997, 1999, 2001, 2003, 2005, 2007, 2009, 2011, 2013)                                                       |
| Südkorea                     | Asien (AHF)         | Asienmeister 2015               | 21. März 2015           | 15 (1978, 1982, 1986, 1990, 1993, 1995, 1997, 1999, 2001, 2003, 2005, 2007, 2009, 2011, 2013)                                     |
| Japan                        | Asien (AHF)         | 2. Asienmeisterschaft 2015      | 21. März 2015           | 16 (1962, 1965, 1971, 1973, 1975, 1986, 1995, 1997, 1999, 2001, 2003, 2005, 2007, 2009, 2011, 2013)                               |
| Volksrepublik China          | Asien (AHF)         | 3. Asienmeisterschaft 2015      | 23. März 2015           | 13 (1986, 1990, 1993, 1995, 1997, 1999, 2001, 2003, 2005, 2007, 2009, 2011, 2013)                                                 |
| Kuba                         | Panamerika (PATHF)  | 2. Panamerikameisterschaft 2015 | 28. Mai 2015            | 02 (1999, 2011) |
| Argentinien                  | Panamerika (PATHF)  | 3. Panamerikameisterschaft 2015 | 28. Mai 2015            | 07 (1999, 2003, 2005, 2007, 2009, 2011, 2013)                                                                                     |
| Puerto Rico                  | Panamerika (PATHF)  | 4. Panamerikameisterschaft 2015 | 28. Mai 2015            | 0 |
| Kasachstan                   | Asien (AHF)         | Qualifikationsturnier           | 16. Juni 2015           | 03 (2007, 2009, 2011) |
| Deutschland                  | Europa (EHF)        | Wildcard                        | 22. Juni 2015           | 20 (1957, 1962, 1965, 1971, 1975, 1978, 1982, 1986, 1990, 1993, 1995, 1997, 1999, 2001, 2003, 2005, 2007, 2009, 2011, 2013)       |
| Serbien                      | Europa (EHF)        | Wildcard                        | 22. Juni 2015           | 03 (2001, 2003, 2013) |

## Gruppenauslosung
Die Auslosung der Vorrundengruppen fand am 24. Juni 2015 in Kolding statt.

Von den 24 qualifizierten Mannschaften wurden vier gesetzt:
- Dänemark auf Gruppenplatz 1 in Gruppe A
- Schweden auf Gruppenplatz 2 in Gruppe B
- Deutschland auf Gruppenplatz 6 in Gruppe C
- Norwegen auf Gruppenplatz 1 in Gruppe D

Die 20 verbleibenden Mannschaften wurden entsprechend ihrem Abschneiden in der Qualifikation so auf sechs Töpfe verteilt, dass sie den restlichen Gruppenplätzen zugelost werden konnten.
| Gruppen- platz 1 |            | Kuba                | Brasilien                    |             |
| Gruppen- platz 2 | Montenegro |                     | Frankreich                   | Spanien     |
| Gruppen- platz 3 | Ungarn     | Niederlande         | Argentinien                  | Rumänien    |
| Gruppen- platz 4 | Japan      | Polen               | Südkorea                     | Russland    |
| Gruppen- platz 5 | Tunesien   | Volksrepublik China | Demokratische Republik Kongo | Puerto Rico |
| Gruppen- platz 6 | Serbien    | Angola              |                              | Kasachstan  |

Die Auslosung ergab dann folgende Gruppen:
| Gruppe A Herning   | Gruppe B Næstved    | Gruppe C Kolding             | Gruppe D Frederikshavn |
| ------------------ | ------------------- | ---------------------------- | ---------------------- |
| Dänemark (gesetzt) | Kuba                | Brasilien                    | Norwegen (gesetzt)     |
| Montenegro         | Schweden (gesetzt)  | Frankreich                   | Spanien                |
| Ungarn             | Niederlande         | Argentinien                  | Rumänien               |
| Japan              | Polen               | Südkorea                     | Russland               |
| Tunesien           | Volksrepublik China | Demokratische Republik Kongo | Puerto Rico            |
| Serbien            | Angola              | Deutschland (gesetzt)        | Kasachstan             |

## Spielplan

### Vorrunde
In der Vorrunde spielte jede Mannschaft einer Gruppe einmal gegen jedes andere Team in der gleichen Gruppe. Die jeweils besten vier Mannschaften jeder Gruppe qualifizierten sich für das Achtelfinale, die Gruppenfünften und -sechsten spielen um die Plätze 17 bis 24.

#### Wertungskriterien
Bei Punktgleichheit von zwei oder mehr Mannschaften entschieden nach Abschluss der Vorrunde folgende Kriterien über die Platzierung:
1. höhere Anzahl Punkte in den Direktbegegnungen der punktgleichen Teams;
2. bessere Tordifferenz in den Direktbegegnungen der punktgleichen Teams;
3. höhere Anzahl Tore in den Direktbegegnungen der punktgleichen Teams;
4. bessere Tordifferenz aus allen Gruppenspielen;
5. höhere Anzahl Tore aus allen Gruppenspielen;
6. das Los.

Legende

#### Gruppe A
Die Spiele der Gruppe A wurden in der Jyske Bank Boxen in Herning ausgetragen:
| 5. Dezember 2015 15:45 Uhr | Montenegro               | 28:28        | Serbien                        | Jyske Bank Boxen, Herning Zuschauer: 4.700 Schiedsrichter: Serradilla, Llorente |
| 5. Dezember 2015 15:45 Uhr | meiste Tore: Bulatović 8 | (16:14)      | meiste Tore: Krpež, Živković 6 | Jyske Bank Boxen, Herning Zuschauer: 4.700 Schiedsrichter: Serradilla, Llorente |
| 5. Dezember 2015 15:45 Uhr | Strafen: 3× 7×           | Spielbericht | Strafen: 4× 1×                 | Jyske Bank Boxen, Herning Zuschauer: 4.700 Schiedsrichter: Serradilla, Llorente |

| 5. Dezember 2015 18:00 Uhr | Ungarn                | 39:20        | Tunesien                | Jyske Bank Boxen, Herning Zuschauer: 7.900 Schiedsrichter: Alpaidse, Berjoskina |
| 5. Dezember 2015 18:00 Uhr | meiste Tore: Tomori 6 | (16:5)       | meiste Tore: Chebbah 10 | Jyske Bank Boxen, Herning Zuschauer: 7.900 Schiedsrichter: Alpaidse, Berjoskina |
| 5. Dezember 2015 18:00 Uhr | Strafen: 1× 2×        | Spielbericht | Strafen: 2× 3×          | Jyske Bank Boxen, Herning Zuschauer: 7.900 Schiedsrichter: Alpaidse, Berjoskina |

| 5. Dezember 2015 20:45 Uhr | Dänemark                | 30:21        | Japan                | Jyske Bank Boxen, Herning Zuschauer: 12.500 Schiedsrichter: Lenci, López |
| 5. Dezember 2015 20:45 Uhr | meiste Tore: Gravholt 6 | (17:11)      | meiste Tore: Honda 5 | Jyske Bank Boxen, Herning Zuschauer: 12.500 Schiedsrichter: Lenci, López |
| 5. Dezember 2015 20:45 Uhr | Strafen: 3×             | Spielbericht | Strafen: 2× 3×       | Jyske Bank Boxen, Herning Zuschauer: 12.500 Schiedsrichter: Lenci, López |

| 6. Dezember 2015 16:15 Uhr | Japan                 | 23:29        | Montenegro                | Jyske Bank Boxen, Herning Zuschauer: 2.500 Schiedsrichter: Alpaidse, Berjoskina |
| 6. Dezember 2015 16:15 Uhr | meiste Tore: Sunami 9 | (15:17)      | meiste Tore: Radičević 10 | Jyske Bank Boxen, Herning Zuschauer: 2.500 Schiedsrichter: Alpaidse, Berjoskina |
| 6. Dezember 2015 16:15 Uhr | Strafen: 2× 5×        | Spielbericht | Strafen: 4× 3×            | Jyske Bank Boxen, Herning Zuschauer: 2.500 Schiedsrichter: Alpaidse, Berjoskina |

| 6. Dezember 2015 18:30 Uhr | Serbien              | 26:32        | Ungarn                 | Jyske Bank Boxen, Herning Zuschauer: 5.800 Schiedsrichter: Lenci, López |
| 6. Dezember 2015 18:30 Uhr | meiste Tore: Krpež 5 | (16:18)      | meiste Tore: Tomori 10 | Jyske Bank Boxen, Herning Zuschauer: 5.800 Schiedsrichter: Lenci, López |
| 6. Dezember 2015 18:30 Uhr | Strafen: 3× 7×       | Spielbericht | Strafen: 4× 7×         | Jyske Bank Boxen, Herning Zuschauer: 5.800 Schiedsrichter: Lenci, López |

| 6. Dezember 2015 20:45 Uhr | Tunesien                      | 20:32        | Dänemark                                           | Jyske Bank Boxen, Herning Zuschauer: 12.000 Schiedsrichter: Coulibaly, Diabate |
| 6. Dezember 2015 20:45 Uhr | meiste Tore: Chebbah, Jlezi 5 | (10:16)      | meiste Tore: Kristiansen, Nørgaard, S. Jørgensen 6 | Jyske Bank Boxen, Herning Zuschauer: 12.000 Schiedsrichter: Coulibaly, Diabate |
| 6. Dezember 2015 20:45 Uhr | Strafen: 3×                   | Spielbericht | Strafen: 3×                                        | Jyske Bank Boxen, Herning Zuschauer: 12.000 Schiedsrichter: Coulibaly, Diabate |

| 8. Dezember 2015 16:15 Uhr | Japan               | 31:21        | Tunesien             | Jyske Bank Boxen, Herning Zuschauer: 2.000 Schiedsrichter: Alpaidse, Berjoskina |
| 8. Dezember 2015 16:15 Uhr | meiste Tore: Hara 9 | (13:9)       | meiste Tore: Jlezi 5 | Jyske Bank Boxen, Herning Zuschauer: 2.000 Schiedsrichter: Alpaidse, Berjoskina |
| 8. Dezember 2015 16:15 Uhr | Strafen: 2× 5×      | Spielbericht | Strafen: 2× 5×       | Jyske Bank Boxen, Herning Zuschauer: 2.000 Schiedsrichter: Alpaidse, Berjoskina |

| 8. Dezember 2015 18:30 Uhr | Montenegro                                     | 32:15        | Ungarn                                         | Jyske Bank Boxen, Herning Zuschauer: 7.000 Schiedsrichter: Arntsen, Røen |
| 8. Dezember 2015 18:30 Uhr | meiste Tore: Bulatović, Mehmedović, Raičević 6 | (17:9)       | meiste Tore: Mayer, Görbicz, Szöllősi-Zácsik 3 | Jyske Bank Boxen, Herning Zuschauer: 7.000 Schiedsrichter: Arntsen, Røen |
| 8. Dezember 2015 18:30 Uhr | Strafen: 3× 4×                                 | Spielbericht | Strafen: 2× 1×                                 | Jyske Bank Boxen, Herning Zuschauer: 7.000 Schiedsrichter: Arntsen, Røen |

| 8. Dezember 2015 20:45 Uhr | Dänemark                    | 29:20        | Serbien                 | Jyske Bank Boxen, Herning Zuschauer: 12.500 Schiedsrichter: Schulze, Tönnies |
| 8. Dezember 2015 20:45 Uhr | meiste Tore: L. Jørgensen 7 | (13:12)      | meiste Tore: Liščević 5 | Jyske Bank Boxen, Herning Zuschauer: 12.500 Schiedsrichter: Schulze, Tönnies |
| 8. Dezember 2015 20:45 Uhr | Strafen: 3× 7×              | Spielbericht | Strafen: 3× 7×          | Jyske Bank Boxen, Herning Zuschauer: 12.500 Schiedsrichter: Schulze, Tönnies |

| 9. Dezember 2015 16:15 Uhr | Montenegro              | 37:26        | Tunesien               | Jyske Bank Boxen, Herning Zuschauer: 1.700 Schiedsrichter: Lenci, López |
| 9. Dezember 2015 16:15 Uhr | meiste Tore: Jauković 9 | (19:12)      | meiste Tore: Chebbah 9 | Jyske Bank Boxen, Herning Zuschauer: 1.700 Schiedsrichter: Lenci, López |
| 9. Dezember 2015 16:15 Uhr | Strafen: 3× 6×          | Spielbericht | Strafen: 2×            | Jyske Bank Boxen, Herning Zuschauer: 1.700 Schiedsrichter: Lenci, López |

| 9. Dezember 2015 18:30 Uhr | Serbien              | 27:22        | Japan                           | Jyske Bank Boxen, Herning Zuschauer: 7.000 Schiedsrichter: Coulibaly, Diabate |
| 9. Dezember 2015 18:30 Uhr | meiste Tore: Krpež 6 | (13:12)      | meiste Tore: Sunami, Ishitate 5 | Jyske Bank Boxen, Herning Zuschauer: 7.000 Schiedsrichter: Coulibaly, Diabate |
| 9. Dezember 2015 18:30 Uhr | Strafen: 3× 5×       | Spielbericht | Strafen: 2× 5×                  | Jyske Bank Boxen, Herning Zuschauer: 7.000 Schiedsrichter: Coulibaly, Diabate |

| 9. Dezember 2015 20:45 Uhr | Ungarn                     | 29:22        | Dänemark                    | Jyske Bank Boxen, Herning Zuschauer: 12.500 Schiedsrichter: Arntsen, Røen |
| 9. Dezember 2015 20:45 Uhr | meiste Tore: Szucsánszki 8 | (15:12)      | meiste Tore: S. Jørgensen 4 | Jyske Bank Boxen, Herning Zuschauer: 12.500 Schiedsrichter: Arntsen, Røen |
| 9. Dezember 2015 20:45 Uhr | Strafen: 1× 4×             | Spielbericht | Strafen: 3× 5×              | Jyske Bank Boxen, Herning Zuschauer: 12.500 Schiedsrichter: Arntsen, Røen |

| 11. Dezember 2015 16:15 Uhr | Ungarn                  | 31:21        | Japan                | Jyske Bank Boxen, Herning Zuschauer: 1.500 Schiedsrichter: Schulze, Tönnies |
| 11. Dezember 2015 16:15 Uhr | meiste Tore: Triscsuk 6 | (17:11)      | meiste Tore: Fujii 6 | Jyske Bank Boxen, Herning Zuschauer: 1.500 Schiedsrichter: Schulze, Tönnies |
| 11. Dezember 2015 16:15 Uhr | Strafen: 3×             | Spielbericht | Strafen: 2× 5×       | Jyske Bank Boxen, Herning Zuschauer: 1.500 Schiedsrichter: Schulze, Tönnies |

| 11. Dezember 2015 18:30 Uhr | Tunesien                              | 21:43        | Serbien               | Jyske Bank Boxen, Herning Zuschauer: 4.000 Schiedsrichter: Arntsen, Røen |
| 11. Dezember 2015 18:30 Uhr | meiste Tore: Chebbah, Clezi, Jouini 4 | (10:23)      | meiste Tore: Krpež 11 | Jyske Bank Boxen, Herning Zuschauer: 4.000 Schiedsrichter: Arntsen, Røen |
| 11. Dezember 2015 18:30 Uhr | Strafen: 3× 5×                        | Spielbericht | Strafen: 3×           | Jyske Bank Boxen, Herning Zuschauer: 4.000 Schiedsrichter: Arntsen, Røen |

| 11. Dezember 2015 20:45 Uhr | Dänemark              | 21:23        | Montenegro              | Jyske Bank Boxen, Herning Zuschauer: 12.500 Schiedsrichter: Serradilla, Llorente |
| 11. Dezember 2015 20:45 Uhr | meiste Tore: Hansen 8 | (7:12)       | meiste Tore: Jauković 7 | Jyske Bank Boxen, Herning Zuschauer: 12.500 Schiedsrichter: Serradilla, Llorente |
| 11. Dezember 2015 20:45 Uhr | Strafen: 3× 2×        | Spielbericht | Strafen: 3× 5×          | Jyske Bank Boxen, Herning Zuschauer: 12.500 Schiedsrichter: Serradilla, Llorente |

| Pl. | Land       | Sp. | S | U | N | Tore      | Diff. | Punkte |
| --- | ---------- | --- | - | - | - | --------- | ----- | ------ |
| 1.  | Montenegro | 5   | 4 | 1 | 0 | 0149:1130 | +36   | 9      |
| 2.  | Ungarn     | 5   | 4 | 0 | 1 | 0146:1210 | +25   | 8      |
| 3.  | Dänemark   | 5   | 3 | 0 | 2 | 0134:1130 | +21   | 6      |
| 4.  | Serbien    | 5   | 2 | 1 | 2 | 0144:1320 | +12   | 5      |
| 5.  | Japan      | 5   | 1 | 0 | 4 | 0118:1380 | −20   | 2      |
| 6.  | Tunesien   | 5   | 0 | 0 | 5 | 0108:1820 | −74   | 0      |

#### Gruppe B
Die Spiele der Gruppe B wurden in der Næstved Arena in Næstved ausgetragen:
| 5. Dezember 2015 16:15 Uhr | Niederlande                   | 42:21        | China               | Næstved Arena, Næstved Zuschauer: 2.950 Schiedsrichter: C. Bonaventura, J. Bonaventura |
| 5. Dezember 2015 16:15 Uhr | meiste Tore: Abbingh, Broch 7 | (19:9)       | meiste Tore: Qiao 5 | Næstved Arena, Næstved Zuschauer: 2.950 Schiedsrichter: C. Bonaventura, J. Bonaventura |
| 5. Dezember 2015 16:15 Uhr | Strafen: 2× 1×                | Spielbericht | Strafen: 3× 5×      | Næstved Arena, Næstved Zuschauer: 2.950 Schiedsrichter: C. Bonaventura, J. Bonaventura |

| 5. Dezember 2015 18:30 Uhr | Kuba                  | 22:27        | Polen                        | Næstved Arena, Næstved Zuschauer: 3.112 Schiedsrichter: Schulze, Tönnies |
| 5. Dezember 2015 18:30 Uhr | meiste Tore: Ayling 8 | (11:12)      | meiste Tore: Kudłacz-Gloc 11 | Næstved Arena, Næstved Zuschauer: 3.112 Schiedsrichter: Schulze, Tönnies |
| 5. Dezember 2015 18:30 Uhr | Strafen: 2× 4×        | Spielbericht | Strafen: 4× 3×               | Næstved Arena, Næstved Zuschauer: 3.112 Schiedsrichter: Schulze, Tönnies |

| 5. Dezember 2015 20:45 Uhr | Schweden              | 37:23        | Angola               | Næstved Arena, Næstved Zuschauer: 3.204 Schiedsrichter: Florescu, Stoia |
| 5. Dezember 2015 20:45 Uhr | meiste Tore: Hagman 8 | (18:12)      | meiste Tore: André 6 | Næstved Arena, Næstved Zuschauer: 3.204 Schiedsrichter: Florescu, Stoia |
| 5. Dezember 2015 20:45 Uhr | Strafen: 3× 5×        | Spielbericht | Strafen: 3× 2× 1×    | Næstved Arena, Næstved Zuschauer: 3.204 Schiedsrichter: Florescu, Stoia |

| 6. Dezember 2015 16:15 Uhr | China                | 39:30        | Kuba                 | Næstved Arena, Næstved Zuschauer: 1.475 Schiedsrichter: Florescu, Stoia |
| 6. Dezember 2015 16:15 Uhr | meiste Tore: Zhang 8 | (22:15)      | meiste Tore: Livia 7 | Næstved Arena, Næstved Zuschauer: 1.475 Schiedsrichter: Florescu, Stoia |
| 6. Dezember 2015 16:15 Uhr | Strafen: 3× 7×       | Spielbericht | Strafen: 2× 4×       | Næstved Arena, Næstved Zuschauer: 1.475 Schiedsrichter: Florescu, Stoia |

| 6. Dezember 2015 18:30 Uhr | Angola               | 24:37        | Niederlande            | Næstved Arena, Næstved Zuschauer: 2.850 Schiedsrichter: Koo, Lee |
| 6. Dezember 2015 18:30 Uhr | meiste Tore: André 5 | (11:19)      | meiste Tore: Polman 12 | Næstved Arena, Næstved Zuschauer: 2.850 Schiedsrichter: Koo, Lee |
| 6. Dezember 2015 18:30 Uhr | Strafen: 3× 7×       | Spielbericht | Strafen: 3×            | Næstved Arena, Næstved Zuschauer: 2.850 Schiedsrichter: Koo, Lee |

| 6. Dezember 2015 20:45 Uhr | Polen                       | 30:31        | Schweden              | Næstved Arena, Næstved Zuschauer: 3.120 Schiedsrichter: C. Bonaventura, J. Bonaventura |
| 6. Dezember 2015 20:45 Uhr | meiste Tore: Kudłacz-Gloc 6 | (13:15)      | meiste Tore: Hagman 7 | Næstved Arena, Næstved Zuschauer: 3.120 Schiedsrichter: C. Bonaventura, J. Bonaventura |
| 6. Dezember 2015 20:45 Uhr | Strafen: 3× 2×              | Spielbericht | Strafen: 3× 5×        | Næstved Arena, Næstved Zuschauer: 3.120 Schiedsrichter: C. Bonaventura, J. Bonaventura |

| 8. Dezember 2015 16:15 Uhr | Kuba                                | 23:38        | Angola                          | Næstved Arena, Næstved Zuschauer: 1.284 Schiedsrichter: C. Bonaventura, J. Bonaventura |
| 8. Dezember 2015 16:15 Uhr | meiste Tore: Ayling, Lusson, Rizo 4 | (14:20)      | meiste Tore: Bernardo, Viegas 7 | Næstved Arena, Næstved Zuschauer: 1.284 Schiedsrichter: C. Bonaventura, J. Bonaventura |
| 8. Dezember 2015 16:15 Uhr | Strafen: 3× 6× 1×                   | Spielbericht | Strafen: 2× 4×                  | Næstved Arena, Næstved Zuschauer: 1.284 Schiedsrichter: C. Bonaventura, J. Bonaventura |

| 8. Dezember 2015 18:30 Uhr | Polen                       | 29:24        | China              | Næstved Arena, Næstved Zuschauer: 2.584 Schiedsrichter: Koo, Lee |
| 8. Dezember 2015 18:30 Uhr | meiste Tore: Kudłacz-Gloc 7 | (12:11)      | meiste Tore: Jin 8 | Næstved Arena, Næstved Zuschauer: 2.584 Schiedsrichter: Koo, Lee |
| 8. Dezember 2015 18:30 Uhr | Strafen: 4× 7×              | Spielbericht | Strafen: 3× 7×     | Næstved Arena, Næstved Zuschauer: 2.584 Schiedsrichter: Koo, Lee |

| 8. Dezember 2015 20:45 Uhr | Schweden               | 28:28        | Niederlande          | Næstved Arena, Næstved Zuschauer: 2.894 Schiedsrichter: Serradilla, Llorente |
| 8. Dezember 2015 20:45 Uhr | meiste Tore: Gulldén 8 | (12:15)      | meiste Tore: Groot 9 | Næstved Arena, Næstved Zuschauer: 2.894 Schiedsrichter: Serradilla, Llorente |
| 8. Dezember 2015 20:45 Uhr | Strafen: 4× 5×         | Spielbericht | Strafen: 4× 1×       | Næstved Arena, Næstved Zuschauer: 2.894 Schiedsrichter: Serradilla, Llorente |

| 9. Dezember 2015 16:15 Uhr | Kuba                        | 23:45        | Niederlande            | Næstved Arena, Næstved Zuschauer: 1.494 Schiedsrichter: Koo, Lee |
| 9. Dezember 2015 16:15 Uhr | meiste Tore: Lusson, Rizo 7 | (13:20)      | meiste Tore: Abbingh 8 | Næstved Arena, Næstved Zuschauer: 1.494 Schiedsrichter: Koo, Lee |
| 9. Dezember 2015 16:15 Uhr | Strafen: 2× 8×              | Spielbericht | Strafen: 2× 3×         | Næstved Arena, Næstved Zuschauer: 1.494 Schiedsrichter: Koo, Lee |

| 9. Dezember 2015 18:30 Uhr | Angola                  | 27:29        | Polen                 | Næstved Arena, Næstved Zuschauer: 2.820 Schiedsrichter: Serradilla, Llorente |
| 9. Dezember 2015 18:30 Uhr | meiste Tore: Bernardo 8 | (15:12)      | meiste Tore: Kocela 7 | Næstved Arena, Næstved Zuschauer: 2.820 Schiedsrichter: Serradilla, Llorente |
| 9. Dezember 2015 18:30 Uhr | Strafen: 3× 2×          | Spielbericht | Strafen: 3× 6× 1×     | Næstved Arena, Næstved Zuschauer: 2.820 Schiedsrichter: Serradilla, Llorente |

| 9. Dezember 2015 20:45 Uhr | Schweden                | 47:28        | China              | Næstved Arena, Næstved Zuschauer: 2.864 Schiedsrichter: Florescu, Stoia |
| 9. Dezember 2015 20:45 Uhr | meiste Tore: Roberts 10 | (25:14)      | meiste Tore: Yan 9 | Næstved Arena, Næstved Zuschauer: 2.864 Schiedsrichter: Florescu, Stoia |
| 9. Dezember 2015 20:45 Uhr | Strafen: 3× 2×          | Spielbericht | Strafen: 4×        | Næstved Arena, Næstved Zuschauer: 2.864 Schiedsrichter: Florescu, Stoia |

| 11. Dezember 2015 16:15 Uhr | China               | 29:32        | Angola                   | Næstved Arena, Næstved Zuschauer: 1.628 Schiedsrichter: Koo, Lee |
| 11. Dezember 2015 16:15 Uhr | meiste Tore: Qiao 5 | (11:15)      | meiste Tore: Bernardo 10 | Næstved Arena, Næstved Zuschauer: 1.628 Schiedsrichter: Koo, Lee |
| 11. Dezember 2015 16:15 Uhr | Strafen: 3× 1×      | Spielbericht | Strafen: 4×              | Næstved Arena, Næstved Zuschauer: 1.628 Schiedsrichter: Koo, Lee |

| 11. Dezember 2015 18:30 Uhr | Niederlande            | 31:20        | Polen                             | Næstved Arena, Næstved Zuschauer: 2.652 Schiedsrichter: C. Bonaventura, J. Bonaventura |
| 11. Dezember 2015 18:30 Uhr | meiste Tore: Abbingh 7 | (14:9)       | meiste Tore: Niedźwiedź, Achruk 5 | Næstved Arena, Næstved Zuschauer: 2.652 Schiedsrichter: C. Bonaventura, J. Bonaventura |
| 11. Dezember 2015 18:30 Uhr | Strafen: 2× 1×         | Spielbericht | Strafen: 4× 3×                    | Næstved Arena, Næstved Zuschauer: 2.652 Schiedsrichter: C. Bonaventura, J. Bonaventura |

| 11. Dezember 2015 20:45 Uhr | Kuba                    | 25:49        | Schweden               | Næstved Arena, Næstved Zuschauer: 2.781 Schiedsrichter: Florescu, Stoia |
| 11. Dezember 2015 20:45 Uhr | meiste Tore: Martinez 7 | (12:23)      | meiste Tore: Hagman 14 | Næstved Arena, Næstved Zuschauer: 2.781 Schiedsrichter: Florescu, Stoia |
| 11. Dezember 2015 20:45 Uhr | Strafen: 3× 7×          | Spielbericht | Strafen: 3× 4×         | Næstved Arena, Næstved Zuschauer: 2.781 Schiedsrichter: Florescu, Stoia |

| Pl. | Land                | Sp. | S | U | N | Tore      | Diff. | Punkte |
| --- | ------------------- | --- | - | - | - | --------- | ----- | ------ |
| 1.  | Niederlande         | 5   | 4 | 1 | 0 | 0183:1160 | +67   | 9      |
| 2.  | Schweden            | 5   | 4 | 1 | 0 | 0192:1340 | +58   | 9      |
| 3.  | Polen               | 5   | 3 | 0 | 2 | 0135:1350 | ±0    | 6      |
| 4.  | Angola              | 5   | 2 | 0 | 3 | 0144:1550 | −11   | 4      |
| 5.  | Volksrepublik China | 5   | 1 | 0 | 4 | 0141:1800 | −39   | 2      |
| 6.  | Kuba                | 5   | 0 | 0 | 5 | 0123:1980 | −75   | 0      |

#### Gruppe C
Die Spiele der Gruppe C wurden in der Tre-For Arena in Kolding ausgetragen:
| 5. Dezember 2015 16:00 Uhr | Argentinien          | 23:15        | Kongo                  | Kolding-Hallen, Kolding Zuschauer: 1.752 Schiedsrichter: Boualloucha, Khenissi |
| 5. Dezember 2015 16:00 Uhr | meiste Tore: Pizzo 5 | (11:10)      | meiste Tore: Mwasesa 6 | Kolding-Hallen, Kolding Zuschauer: 1.752 Schiedsrichter: Boualloucha, Khenissi |
| 5. Dezember 2015 16:00 Uhr | Strafen: 3× 1×       | Spielbericht | Strafen: 3× 6× 1×      | Kolding-Hallen, Kolding Zuschauer: 1.752 Schiedsrichter: Boualloucha, Khenissi |

| 5. Dezember 2015 18:15 Uhr | Frankreich            | 30:20        | Deutschland              | Kolding-Hallen, Kolding Zuschauer: 2.200 Schiedsrichter: Almawt, Marhoon |
| 5. Dezember 2015 18:15 Uhr | meiste Tore: Pineau 7 | (16:7)       | meiste Tore: S. Müller 9 | Kolding-Hallen, Kolding Zuschauer: 2.200 Schiedsrichter: Almawt, Marhoon |
| 5. Dezember 2015 18:15 Uhr | Strafen: 3×           | Spielbericht | Strafen: 3× 1×           | Kolding-Hallen, Kolding Zuschauer: 2.200 Schiedsrichter: Almawt, Marhoon |

| 5. Dezember 2015 20:30 Uhr | Brasilien           | 24:24        | Südkorea               | Kolding-Hallen, Kolding Zuschauer: 1.430 Schiedsrichter: Birch, Stenrad |
| 5. Dezember 2015 20:30 Uhr | meiste Tore: Belo 7 | (10:12)      | meiste Tore: Eun-hee 7 | Kolding-Hallen, Kolding Zuschauer: 1.430 Schiedsrichter: Birch, Stenrad |
| 5. Dezember 2015 20:30 Uhr | Strafen: 3× 7×      | Spielbericht | Strafen: 3× 2×         | Kolding-Hallen, Kolding Zuschauer: 1.430 Schiedsrichter: Birch, Stenrad |

| 7. Dezember 2015 16:00 Uhr | Kongo                  | 11:26        | Brasilien                 | Kolding-Hallen, Kolding Zuschauer: 1.500 Schiedsrichter: Almawt, Marhoon |
| 7. Dezember 2015 16:00 Uhr | meiste Tore: Mwasesa 4 | (4:14)       | meiste Tore: Nascimento 7 | Kolding-Hallen, Kolding Zuschauer: 1.500 Schiedsrichter: Almawt, Marhoon |
| 7. Dezember 2015 16:00 Uhr | Strafen: 2× 7×         | Spielbericht | Strafen: 3× 2×            | Kolding-Hallen, Kolding Zuschauer: 1.500 Schiedsrichter: Almawt, Marhoon |

| 7. Dezember 2015 18:15 Uhr | Südkorea            | 22:22        | Frankreich               | Kolding-Hallen, Kolding Zuschauer: 2.100 Schiedsrichter: Elíasson, Pálsson |
| 7. Dezember 2015 18:15 Uhr | meiste Tore: Jung 8 | (11:11)      | meiste Tore: Nze Minko 7 | Kolding-Hallen, Kolding Zuschauer: 2.100 Schiedsrichter: Elíasson, Pálsson |
| 7. Dezember 2015 18:15 Uhr | Strafen: 4× 2×      | Spielbericht | Strafen: 4×              | Kolding-Hallen, Kolding Zuschauer: 2.100 Schiedsrichter: Elíasson, Pálsson |

| 7. Dezember 2015 20:30 Uhr | Deutschland              | 33:13        | Argentinien                     | Kolding-Hallen, Kolding Zuschauer: 1.000 Schiedsrichter: Birch, Stenrad |
| 7. Dezember 2015 20:30 Uhr | meiste Tore: S. Müller 7 | (17:8)       | meiste Tore: Mendoza, Karsten 4 | Kolding-Hallen, Kolding Zuschauer: 1.000 Schiedsrichter: Birch, Stenrad |
| 7. Dezember 2015 20:30 Uhr | Strafen: 3×              | Spielbericht | Strafen: 3×                     | Kolding-Hallen, Kolding Zuschauer: 1.000 Schiedsrichter: Birch, Stenrad |

| 8. Dezember 2015 16:00 Uhr | Südkorea            | 35:17        | Kongo                  | Kolding-Hallen, Kolding Zuschauer: 1.200 Schiedsrichter: Birch, Stenrad |
| 8. Dezember 2015 16:00 Uhr | meiste Tore: Choi 8 | (14:6)       | meiste Tore: Mwasesa 7 | Kolding-Hallen, Kolding Zuschauer: 1.200 Schiedsrichter: Birch, Stenrad |
| 8. Dezember 2015 16:00 Uhr | Strafen: 3× 1×      | Spielbericht | Strafen: 3× 1×         | Kolding-Hallen, Kolding Zuschauer: 1.200 Schiedsrichter: Birch, Stenrad |

| 8. Dezember 2015 18:15 Uhr | Frankreich                              | 20:12        | Argentinien            | Kolding-Hallen, Kolding Zuschauer: 1.300 Schiedsrichter: Boualloucha, Khenissi |
| 8. Dezember 2015 18:15 Uhr | meiste Tore: Ayglon, Dembélé, Niombla 4 | (13:6)       | meiste Tore: Mendoza 3 | Kolding-Hallen, Kolding Zuschauer: 1.300 Schiedsrichter: Boualloucha, Khenissi |
| 8. Dezember 2015 18:15 Uhr | Strafen: 3× 4×                          | Spielbericht | Strafen: 3× 1×         | Kolding-Hallen, Kolding Zuschauer: 1.300 Schiedsrichter: Boualloucha, Khenissi |

| 8. Dezember 2015 20:30 Uhr | Brasilien             | 24:21        | Deutschland                              | Kolding-Hallen, Kolding Zuschauer: 1.500 Schiedsrichter: Coulibaly, Diabate |
| 8. Dezember 2015 20:30 Uhr | meiste Tore: Amorim 7 | (9:8)        | meiste Tore: S. Müller, Smits, Loerper 4 | Kolding-Hallen, Kolding Zuschauer: 1.500 Schiedsrichter: Coulibaly, Diabate |
| 8. Dezember 2015 20:30 Uhr | Strafen: 3× 4×        | Spielbericht | Strafen: 3×                              | Kolding-Hallen, Kolding Zuschauer: 1.500 Schiedsrichter: Coulibaly, Diabate |

| 10. Dezember 2015 16:00 Uhr | Argentinien          | 19:23        | Brasilien                 | Kolding-Hallen, Kolding Zuschauer: 1.800 Schiedsrichter: Almawt, Marhoon |
| 10. Dezember 2015 16:00 Uhr | meiste Tore: Pizzo 6 | (8:11)       | meiste Tore: Fachinello 7 | Kolding-Hallen, Kolding Zuschauer: 1.800 Schiedsrichter: Almawt, Marhoon |
| 10. Dezember 2015 16:00 Uhr | Strafen: 3× 5×       | Spielbericht | Strafen: 3× 4×            | Kolding-Hallen, Kolding Zuschauer: 1.800 Schiedsrichter: Almawt, Marhoon |

| 10. Dezember 2015 18:15 Uhr | Frankreich               | 29:16        | Kongo                  | Kolding-Hallen, Kolding Zuschauer: 1.200 Schiedsrichter: Birch, Stenrad |
| 10. Dezember 2015 18:15 Uhr | meiste Tore: Lacrabère 8 | (14:10)      | meiste Tore: Mwasesa 7 | Kolding-Hallen, Kolding Zuschauer: 1.200 Schiedsrichter: Birch, Stenrad |
| 10. Dezember 2015 18:15 Uhr | Strafen: 3× 1×           | Spielbericht | Strafen: 2× 3×         | Kolding-Hallen, Kolding Zuschauer: 1.200 Schiedsrichter: Birch, Stenrad |

| 10. Dezember 2015 20:30 Uhr | Deutschland                     | 40:28        | Südkorea                    | Kolding-Hallen, Kolding Zuschauer: 1.000 Schiedsrichter: Boualloucha, Khenissi |
| 10. Dezember 2015 20:30 Uhr | meiste Tore: F. Müller, Smits 6 | (14:15)      | meiste Tore: Jung, Han-na 6 | Kolding-Hallen, Kolding Zuschauer: 1.000 Schiedsrichter: Boualloucha, Khenissi |
| 10. Dezember 2015 20:30 Uhr | Strafen: 4× 6×                  | Spielbericht | Strafen: 3× 1×              | Kolding-Hallen, Kolding Zuschauer: 1.000 Schiedsrichter: Boualloucha, Khenissi |

| 11. Dezember 2015 16:00 Uhr | Argentinien          | 22:29        | Südkorea                 | Kolding-Hallen, Kolding Zuschauer: 700 Schiedsrichter: Alpaidse, Berjoskina |
| 11. Dezember 2015 16:00 Uhr | meiste Tore: Pizzo 6 | (12:14)      | meiste Tore: Kim, Jung 6 | Kolding-Hallen, Kolding Zuschauer: 700 Schiedsrichter: Alpaidse, Berjoskina |
| 11. Dezember 2015 16:00 Uhr | Strafen: 3× 4×       | Spielbericht | Strafen: 2× 5×           | Kolding-Hallen, Kolding Zuschauer: 700 Schiedsrichter: Alpaidse, Berjoskina |

| 11. Dezember 2015 18:15 Uhr | Brasilien           | 21:20        | Frankreich            | Kolding-Hallen, Kolding Zuschauer: 1.600 Schiedsrichter: Birch, Stenrad |
| 11. Dezember 2015 18:15 Uhr | meiste Tore: Belo 5 | (11:9)       | meiste Tore: Pineau 6 | Kolding-Hallen, Kolding Zuschauer: 1.600 Schiedsrichter: Birch, Stenrad |
| 11. Dezember 2015 18:15 Uhr | Strafen: 4×         | Spielbericht | Strafen: 4×           | Kolding-Hallen, Kolding Zuschauer: 1.600 Schiedsrichter: Birch, Stenrad |

| 11. Dezember 2015 20:30 Uhr | Kongo                           | 19:37        | Deutschland                       | Kolding-Hallen, Kolding Zuschauer: 300 Schiedsrichter: Almawt, Marhoon |
| 11. Dezember 2015 20:30 Uhr | meiste Tore: Milemba, Lusamba 4 | (11:18)      | meiste Tore: S. Müller, Fischer 8 | Kolding-Hallen, Kolding Zuschauer: 300 Schiedsrichter: Almawt, Marhoon |
| 11. Dezember 2015 20:30 Uhr | Strafen: 3×                     | Spielbericht | Strafen: 3× 4×                    | Kolding-Hallen, Kolding Zuschauer: 300 Schiedsrichter: Almawt, Marhoon |

| Pl. | Land                         | Sp. | S | U | N | Tore      | Diff. | Punkte |
| --- | ---------------------------- | --- | - | - | - | --------- | ----- | ------ |
| 1.  | Brasilien                    | 5   | 4 | 1 | 0 | 0118:950  | +23   | 9      |
| 2.  | Frankreich                   | 5   | 3 | 1 | 1 | 0121:910  | +30   | 7      |
| 3.  | Deutschland                  | 5   | 3 | 0 | 2 | 0151:1140 | +37   | 6      |
| 4.  | Südkorea                     | 5   | 2 | 2 | 1 | 0138:1250 | +13   | 6      |
| 5.  | Argentinien                  | 5   | 1 | 0 | 4 | 089:1200  | −31   | 2      |
| 6.  | Demokratische Republik Kongo | 5   | 0 | 0 | 5 | 078:1500  | −72   | 0      |

#### Gruppe D
Die Spiele der Gruppe D wurden in der Arena Nord in Frederikshavn ausgetragen:
| 5. Dezember 2015 16:00 Uhr | Rumänien               | 47:14        | Puerto Rico            | Arena Nord, Frederikshavn Zuschauer: 1.258 Schiedsrichter: Antić, Jakolvjević |
| 5. Dezember 2015 16:00 Uhr | meiste Tore: Chiper 10 | (23:3)       | meiste Tore: Hiraldo 5 | Arena Nord, Frederikshavn Zuschauer: 1.258 Schiedsrichter: Antić, Jakolvjević |
| 5. Dezember 2015 16:00 Uhr | Strafen: 2× 3×         | Spielbericht | Strafen: 3× 4×         | Arena Nord, Frederikshavn Zuschauer: 1.258 Schiedsrichter: Antić, Jakolvjević |

| 5. Dezember 2015 18:15 Uhr | Spanien               | 31:10        | Kasachstan             | Arena Nord, Frederikshavn Zuschauer: 1.285 Schiedsrichter: Ota, Shimajiri |
| 5. Dezember 2015 18:15 Uhr | meiste Tore: Martín 6 | (16:5)       | meiste Tore: Tankina 4 | Arena Nord, Frederikshavn Zuschauer: 1.285 Schiedsrichter: Ota, Shimajiri |
| 5. Dezember 2015 18:15 Uhr | Strafen: 1×           | Spielbericht | Strafen: 3× 2×         | Arena Nord, Frederikshavn Zuschauer: 1.285 Schiedsrichter: Ota, Shimajiri |

| 5. Dezember 2015 20:30 Uhr | Norwegen            | 25:26        | Russland                  | Arena Nord, Frederikshavn Zuschauer: 1.360 Schiedsrichter: Horváth, Marton |
| 5. Dezember 2015 20:30 Uhr | meiste Tore: Mørk 6 | (11:14)      | meiste Tore: Wjachirewa 9 | Arena Nord, Frederikshavn Zuschauer: 1.360 Schiedsrichter: Horváth, Marton |
| 5. Dezember 2015 20:30 Uhr | Strafen: 3× 4×      | Spielbericht | Strafen: 3× 6×            | Arena Nord, Frederikshavn Zuschauer: 1.360 Schiedsrichter: Horváth, Marton |

| 7. Dezember 2015 16:00 Uhr | Kasachstan                 | 20:36        | Rumänien                      | Arena Nord, Frederikshavn Zuschauer: 771 Schiedsrichter: Horváth, Marton |
| 7. Dezember 2015 16:00 Uhr | meiste Tore: Alexandrova 7 | (12:18)      | meiste Tore: Nechita, Manea 6 | Arena Nord, Frederikshavn Zuschauer: 771 Schiedsrichter: Horváth, Marton |
| 7. Dezember 2015 16:00 Uhr | Strafen: 2× 7× 1×          | Spielbericht | Strafen: 2×                   | Arena Nord, Frederikshavn Zuschauer: 771 Schiedsrichter: Horváth, Marton |

| 7. Dezember 2015 18:15 Uhr | Russland                | 28:26        | Spanien               | Arena Nord, Frederikshavn Zuschauer: 1.380 Schiedsrichter: Lah, Sok |
| 7. Dezember 2015 18:15 Uhr | meiste Tore: Blisnowa 7 | (16:14)      | meiste Tore: Martín 6 | Arena Nord, Frederikshavn Zuschauer: 1.380 Schiedsrichter: Lah, Sok |
| 7. Dezember 2015 18:15 Uhr | Strafen: 4× 7×          | Spielbericht | Strafen: 3× 4×        | Arena Nord, Frederikshavn Zuschauer: 1.380 Schiedsrichter: Lah, Sok |

| 7. Dezember 2015 20:30 Uhr | Puerto Rico              | 13:39        | Norwegen               | Arena Nord, Frederikshavn Zuschauer: 1.516 Schiedsrichter: Ota, Shimajiri |
| 7. Dezember 2015 20:30 Uhr | meiste Tore: Maldonado 4 | (6:17)       | meiste Tore: Sulland 7 | Arena Nord, Frederikshavn Zuschauer: 1.516 Schiedsrichter: Ota, Shimajiri |
| 7. Dezember 2015 20:30 Uhr | Strafen: 3× 7×           | Spielbericht | Strafen: 3× 1×         | Arena Nord, Frederikshavn Zuschauer: 1.516 Schiedsrichter: Ota, Shimajiri |

| 8. Dezember 2015 16:00 Uhr | Russland                                 | 45:18        | Puerto Rico              | Arena Nord, Frederikshavn Zuschauer: 647 Schiedsrichter: Horváth, Marton |
| 8. Dezember 2015 16:00 Uhr | meiste Tore: Kusnezowa, Iljina, Atkowa 6 | (22:7)       | meiste Tore: Maldonado 5 | Arena Nord, Frederikshavn Zuschauer: 647 Schiedsrichter: Horváth, Marton |
| 8. Dezember 2015 16:00 Uhr | Strafen: 3× 4× 1×                        | Spielbericht | Strafen: 3× 8×           | Arena Nord, Frederikshavn Zuschauer: 647 Schiedsrichter: Horváth, Marton |

| 8. Dezember 2015 18:15 Uhr | Spanien             | 26:18        | Rumänien             | Arena Nord, Frederikshavn Zuschauer: 1.259 Schiedsrichter: Antić, Jakolvjević |
| 8. Dezember 2015 18:15 Uhr | meiste Tore: Pena 7 | (13:12)      | meiste Tore: Neagu 6 | Arena Nord, Frederikshavn Zuschauer: 1.259 Schiedsrichter: Antić, Jakolvjević |
| 8. Dezember 2015 18:15 Uhr | Strafen: 2×         | Spielbericht | Strafen: 3× 2×       | Arena Nord, Frederikshavn Zuschauer: 1.259 Schiedsrichter: Antić, Jakolvjević |

| 8. Dezember 2015 20:30 Uhr | Norwegen              | 40:19        | Kasachstan              | Arena Nord, Frederikshavn Zuschauer: 1.384 Schiedsrichter: Lah, Sok |
| 8. Dezember 2015 20:30 Uhr | meiste Tore: Herrem 7 | (20:10)      | meiste Tore: Pikalova 6 | Arena Nord, Frederikshavn Zuschauer: 1.384 Schiedsrichter: Lah, Sok |
| 8. Dezember 2015 20:30 Uhr | Strafen: 3×           | Spielbericht | Strafen: 3× 2× 1×       | Arena Nord, Frederikshavn Zuschauer: 1.384 Schiedsrichter: Lah, Sok |

| 10. Dezember 2015 16:00 Uhr | Kasachstan                     | 19:42        | Russland                               | Arena Nord, Frederikshavn Zuschauer: 585 Schiedsrichter: Antić, Jakovljević |
| 10. Dezember 2015 16:00 Uhr | meiste Tore: Tankina, Rodina 5 | (6:21)       | meiste Tore: Sen, Wjachirewa, Iljina 7 | Arena Nord, Frederikshavn Zuschauer: 585 Schiedsrichter: Antić, Jakovljević |
| 10. Dezember 2015 16:00 Uhr | Strafen: 3× 1×                 | Spielbericht | Strafen: 3× 1×                         | Arena Nord, Frederikshavn Zuschauer: 585 Schiedsrichter: Antić, Jakovljević |

| 10. Dezember 2015 18:15 Uhr | Spanien              | 39:13        | Puerto Rico             | Arena Nord, Frederikshavn Zuschauer: 1.060 Schiedsrichter: Ota, Shimajiri |
| 10. Dezember 2015 18:15 Uhr | meiste Tore: López 8 | (18:8)       | meiste Tore: Ceballos 4 | Arena Nord, Frederikshavn Zuschauer: 1.060 Schiedsrichter: Ota, Shimajiri |
| 10. Dezember 2015 18:15 Uhr | Strafen: 2×          | Spielbericht | Strafen: 3× 6×          | Arena Nord, Frederikshavn Zuschauer: 1.060 Schiedsrichter: Ota, Shimajiri |

| 10. Dezember 2015 20:30 Uhr | Rumänien             | 22:26        | Norwegen            | Arena Nord, Frederikshavn Zuschauer: 1.610 Schiedsrichter: Lah, Sok |
| 10. Dezember 2015 20:30 Uhr | meiste Tore: Neagu 8 | (10:13)      | meiste Tore: Mørk 7 | Arena Nord, Frederikshavn Zuschauer: 1.610 Schiedsrichter: Lah, Sok |
| 10. Dezember 2015 20:30 Uhr | Strafen: 4× 2×       | Spielbericht | Strafen: 3×         | Arena Nord, Frederikshavn Zuschauer: 1.610 Schiedsrichter: Lah, Sok |

| 11. Dezember 2015 16:00 Uhr | Puerto Rico              | 30:27        | Kasachstan             | Arena Nord, Frederikshavn Zuschauer: 269 Schiedsrichter: Ota, Shimajiri |
| 11. Dezember 2015 16:00 Uhr | meiste Tore: Maldonado 7 | (18:14)      | meiste Tore: Pikaova 9 | Arena Nord, Frederikshavn Zuschauer: 269 Schiedsrichter: Ota, Shimajiri |
| 11. Dezember 2015 16:00 Uhr | Strafen: 3×              | Spielbericht | Strafen: 3×            | Arena Nord, Frederikshavn Zuschauer: 269 Schiedsrichter: Ota, Shimajiri |

| 11. Dezember 2015 18:15 Uhr | Rumänien                     | 27:30        | Russland                  | Arena Nord, Frederikshavn Zuschauer: 1.415 Schiedsrichter: Horváth, Marton |
| 11. Dezember 2015 18:15 Uhr | meiste Tore: Ardean-Elisei 6 | (16:17)      | meiste Tore: Wjachirewa 6 | Arena Nord, Frederikshavn Zuschauer: 1.415 Schiedsrichter: Horváth, Marton |
| 11. Dezember 2015 18:15 Uhr | Strafen: 3× 5×               | Spielbericht | Strafen: 3× 4×            | Arena Nord, Frederikshavn Zuschauer: 1.415 Schiedsrichter: Horváth, Marton |

| 11. Dezember 2015 20:30 Uhr | Norwegen            | 29:26        | Spanien             | Arena Nord, Frederikshavn Zuschauer: 1.781 Schiedsrichter: Lah, Sok |
| 11. Dezember 2015 20:30 Uhr | meiste Tore: Mørk 6 | (18:12)      | meiste Tore: Pena 9 | Arena Nord, Frederikshavn Zuschauer: 1.781 Schiedsrichter: Lah, Sok |
| 11. Dezember 2015 20:30 Uhr | Strafen: 4× 5× 1×   | Spielbericht | Strafen: 3× 2×      | Arena Nord, Frederikshavn Zuschauer: 1.781 Schiedsrichter: Lah, Sok |

| Pl. | Land        | Sp. | S | U | N | Tore      | Diff. | Punkte |
| --- | ----------- | --- | - | - | - | --------- | ----- | ------ |
| 1.  | Russland    | 5   | 5 | 0 | 0 | 0171:1150 | +56   | 10     |
| 2.  | Norwegen    | 5   | 4 | 0 | 1 | 0159:1060 | +53   | 8      |
| 3.  | Spanien     | 5   | 3 | 0 | 2 | 0148:980  | +50   | 6      |
| 4.  | Rumänien    | 5   | 2 | 0 | 3 | 0150:1160 | +34   | 4      |
| 5.  | Puerto Rico | 5   | 1 | 0 | 4 | 088:1970  | −109  | 2      |
| 6.  | Kasachstan  | 5   | 0 | 0 | 5 | 095:1790  | −84   | 0      |

### Finalrunde

#### Achtelfinale
| 13. Dezember 2015 20:45 Uhr | Niederlande            | 36:20        | Serbien              | Næstved Arena, Næstved Zuschauer: 2.744 Schiedsrichter: C. Bonaventura, J. Bonaventura |
| 13. Dezember 2015 20:45 Uhr | meiste Tore: Abbingh 6 | (17:6)       | meiste Tore: Krpež 6 | Næstved Arena, Næstved Zuschauer: 2.744 Schiedsrichter: C. Bonaventura, J. Bonaventura |
| 13. Dezember 2015 20:45 Uhr | Strafen: 3× 6×         | Spielbericht | Strafen: 4×          | Næstved Arena, Næstved Zuschauer: 2.744 Schiedsrichter: C. Bonaventura, J. Bonaventura |

| 13. Dezember 2015 20:30 Uhr | Deutschland                     | 22:28        | Norwegen            | Arena Nord, Frederikshavn Zuschauer: 1.348 Schiedsrichter: Horváth, Marton |
| 13. Dezember 2015 20:30 Uhr | meiste Tore: Smits, S. Müller 7 | (10:15)      | meiste Tore: Løke 9 | Arena Nord, Frederikshavn Zuschauer: 1.348 Schiedsrichter: Horváth, Marton |
| 13. Dezember 2015 20:30 Uhr | Strafen: 3× 4×                  | Spielbericht | Strafen: 3× 2×      | Arena Nord, Frederikshavn Zuschauer: 1.348 Schiedsrichter: Horváth, Marton |

| 13. Dezember 2015 20:30 Uhr | Brasilien           | 22:25        | Rumänien                | Kolding-Hallen, Kolding Zuschauer: 1.100 Schiedsrichter: Serradilla, Llorente |
| 13. Dezember 2015 20:30 Uhr | meiste Tore: Belo 5 | (8:13)       | meiste Tore: Brădeanu 7 | Kolding-Hallen, Kolding Zuschauer: 1.100 Schiedsrichter: Serradilla, Llorente |
| 13. Dezember 2015 20:30 Uhr | Strafen: 3× 4×      | Spielbericht | Strafen: 2× 4×          | Kolding-Hallen, Kolding Zuschauer: 1.100 Schiedsrichter: Serradilla, Llorente |

| 13. Dezember 2015 20:45 Uhr | Dänemark                    | 26:19        | Schweden            | Jyske Bank Boxen, Herning Zuschauer: 12.500 Schiedsrichter: Arntsen, Røen |
| 13. Dezember 2015 20:45 Uhr | meiste Tore: S. Jørgensen 6 | (15:7)       | meiste Tore: Ahlm 5 | Jyske Bank Boxen, Herning Zuschauer: 12.500 Schiedsrichter: Arntsen, Røen |
| 13. Dezember 2015 20:45 Uhr | Strafen: 3× 4×              | Spielbericht | Strafen: 2× 3×      | Jyske Bank Boxen, Herning Zuschauer: 12.500 Schiedsrichter: Arntsen, Røen |

| 14. Dezember 2015 18:30 Uhr | Polen                       | 24:23        | Ungarn                              | Jyske Bank Boxen, Herning Zuschauer: 1.230 Schiedsrichter: Lah, Sok |
| 14. Dezember 2015 18:30 Uhr | meiste Tore: Kudłacz-Gloc 8 | (13:14)      | meiste Tore: Szucsánszki, Hornyák 5 | Jyske Bank Boxen, Herning Zuschauer: 1.230 Schiedsrichter: Lah, Sok |
| 14. Dezember 2015 18:30 Uhr | Strafen: 4× 5×              | Spielbericht | Strafen: 4× 1×                      | Jyske Bank Boxen, Herning Zuschauer: 1.230 Schiedsrichter: Lah, Sok |

| 14. Dezember 2015 17:45 Uhr | Spanien             | 21:22        | Frankreich             | Kolding-Hallen, Kolding Zuschauer: 1.400 Schiedsrichter: Schulze, Tönnies |
| 14. Dezember 2015 17:45 Uhr | meiste Tore: Pena 7 | (12:9)       | meiste Tore: Niombla 8 | Kolding-Hallen, Kolding Zuschauer: 1.400 Schiedsrichter: Schulze, Tönnies |
| 14. Dezember 2015 17:45 Uhr | Strafen: 4× 8× 1×   | Spielbericht | Strafen: 4× 5×         | Kolding-Hallen, Kolding Zuschauer: 1.400 Schiedsrichter: Schulze, Tönnies |

| 14. Dezember 2015 20:45 Uhr | Montenegro               | 38:28        | Angola                   | Jyske Bank Boxen, Herning Zuschauer: 1.230 Schiedsrichter: Koo, Lee |
| 14. Dezember 2015 20:45 Uhr | meiste Tore: Radičević 9 | (19:13)      | meiste Tore: Bernardo 11 | Jyske Bank Boxen, Herning Zuschauer: 1.230 Schiedsrichter: Koo, Lee |
| 14. Dezember 2015 20:45 Uhr | Strafen: 3× 9×           | Spielbericht | Strafen: 2× 3×           | Jyske Bank Boxen, Herning Zuschauer: 1.230 Schiedsrichter: Koo, Lee |

| 14. Dezember 2015 20:30 Uhr | Russland               | 30:25        | Südkorea              | Kolding-Hallen, Kolding Zuschauer: 1.100 Schiedsrichter: Grillo, Lenci |
| 14. Dezember 2015 20:30 Uhr | meiste Tore: Akopjan 6 | (16:13)      | meiste Tore: Eun-bi 7 | Kolding-Hallen, Kolding Zuschauer: 1.100 Schiedsrichter: Grillo, Lenci |
| 14. Dezember 2015 20:30 Uhr | Strafen: 3× 2×         | Spielbericht | Strafen: 3× 7×        | Kolding-Hallen, Kolding Zuschauer: 1.100 Schiedsrichter: Grillo, Lenci |

#### Viertelfinale
| 16. Dezember 2015 17:45 Uhr | Niederlande            | 28:25        | Frankreich            | Kolding-Hallen, Kolding Zuschauer: 2.500 Schiedsrichter: Horváth, Marton |
| 16. Dezember 2015 17:45 Uhr | meiste Tore: Polman 10 | (15:12)      | meiste Tore: Pineau 8 | Kolding-Hallen, Kolding Zuschauer: 2.500 Schiedsrichter: Horváth, Marton |
| 16. Dezember 2015 17:45 Uhr | Strafen: 2× 5×         | Spielbericht | Strafen: 2× 4×        | Kolding-Hallen, Kolding Zuschauer: 2.500 Schiedsrichter: Horváth, Marton |

| 16. Dezember 2015 18:00 Uhr | Polen                     | 21:20        | Russland                  | Jyske Bank Boxen, Herning Zuschauer: 8.000 Schiedsrichter: Arntsen, Røen |
| 16. Dezember 2015 18:00 Uhr | meiste Tore: Kobylińska 6 | (11:9)       | meiste Tore: Wjachirewa 5 | Jyske Bank Boxen, Herning Zuschauer: 8.000 Schiedsrichter: Arntsen, Røen |
| 16. Dezember 2015 18:00 Uhr | Strafen: 3×               | Spielbericht | Strafen: 2× 5×            | Jyske Bank Boxen, Herning Zuschauer: 8.000 Schiedsrichter: Arntsen, Røen |

| 16. Dezember 2015 20:30 Uhr | Norwegen            | 26:25        | Montenegro                           | Kolding-Hallen, Kolding Zuschauer: 2.800 Schiedsrichter: Lah, Sok |
| 16. Dezember 2015 20:30 Uhr | meiste Tore: Mørk 8 | (13:11)      | meiste Tore: Radičević, Mehmedović 6 | Kolding-Hallen, Kolding Zuschauer: 2.800 Schiedsrichter: Lah, Sok |
| 16. Dezember 2015 20:30 Uhr | Strafen: 4× 8×      | Spielbericht | Strafen: 4× 1×                       | Kolding-Hallen, Kolding Zuschauer: 2.800 Schiedsrichter: Lah, Sok |

| 16. Dezember 2015 20:45 Uhr | Dänemark                    | 30:31 n. V.    | Rumänien              | Jyske Bank Boxen, Herning Zuschauer: 12.500 Schiedsrichter: C. Bonaventura, J. Bonaventura |
| 16. Dezember 2015 20:45 Uhr | meiste Tore: L. Jørgensen 6 | (10:13, 27;27) | meiste Tore: Neagu 15 | Jyske Bank Boxen, Herning Zuschauer: 12.500 Schiedsrichter: C. Bonaventura, J. Bonaventura |
| 16. Dezember 2015 20:45 Uhr | Strafen: 4× 5×              | Spielbericht   | Strafen: 3× 5×        | Jyske Bank Boxen, Herning Zuschauer: 12.500 Schiedsrichter: C. Bonaventura, J. Bonaventura |

#### Platzierungsspiele Platz 5–8
| 18. Dezember 2015 13:00 Uhr | Frankreich           | 25:31        | Russland                  | Jyske Bank Boxen, Herning Zuschauer: 3.500 Schiedsrichter: Koo, Lee |
| 18. Dezember 2015 13:00 Uhr | meiste Tore: Zaadi 6 | (8:15)       | meiste Tore: Wjachirewa 6 | Jyske Bank Boxen, Herning Zuschauer: 3.500 Schiedsrichter: Koo, Lee |
| 18. Dezember 2015 13:00 Uhr | Strafen: 3× 7× 1×    | Spielbericht | Strafen: 3× 9×            | Jyske Bank Boxen, Herning Zuschauer: 3.500 Schiedsrichter: Koo, Lee |

| 18. Dezember 2015 15:30 Uhr | Montenegro                         | 20:28        | Dänemark                    | Jyske Bank Boxen, Herning Zuschauer: 9.500 Schiedsrichter: Horváth, Marton |
| 18. Dezember 2015 15:30 Uhr | meiste Tore: Radičević, Raičević 4 | (11:15)      | meiste Tore: S. Jørgensen 8 | Jyske Bank Boxen, Herning Zuschauer: 9.500 Schiedsrichter: Horváth, Marton |
| 18. Dezember 2015 15:30 Uhr | Strafen: 3× 2×                     | Spielbericht | Strafen: 4×                 | Jyske Bank Boxen, Herning Zuschauer: 9.500 Schiedsrichter: Horváth, Marton |

##### Spiel um Platz 7
| 20. Dezember 2015 9:45 Uhr | Frankreich                     | 34:23        | Montenegro                  | Jyske Bank Boxen, Herning Zuschauer: 1.000 Schiedsrichter: Schulze, Tönnies |
| 20. Dezember 2015 9:45 Uhr | meiste Tore: Ayglon, Dembélé 7 | (20:13)      | meiste Tore: J. Radičević 7 | Jyske Bank Boxen, Herning Zuschauer: 1.000 Schiedsrichter: Schulze, Tönnies |
| 20. Dezember 2015 9:45 Uhr | Strafen: 3× 4×                 | Spielbericht | Strafen: 3× 4×              | Jyske Bank Boxen, Herning Zuschauer: 1.000 Schiedsrichter: Schulze, Tönnies |

##### Spiel um Platz 5
| 20. Dezember 2015 12:15 Uhr | Russland                  | 25:21        | Dänemark                    | Jyske Bank Boxen, Herning Zuschauer: 9.000 Schiedsrichter: Lah, Sok |
| 20. Dezember 2015 12:15 Uhr | meiste Tore: Wjachirewa 7 | (12:16)      | meiste Tore: S. Jørgensen 7 | Jyske Bank Boxen, Herning Zuschauer: 9.000 Schiedsrichter: Lah, Sok |
| 20. Dezember 2015 12:15 Uhr | Strafen: 2× 3×            | Spielbericht | Strafen: 2× 5×              | Jyske Bank Boxen, Herning Zuschauer: 9.000 Schiedsrichter: Lah, Sok |

#### Halbfinale
| 18. Dezember 2015 18:00 Uhr | Niederlande           | 30:25        | Polen                       | Jyske Bank Boxen, Herning Zuschauer: 9.500 Schiedsrichter: Antić, Jakovlvević |
| 18. Dezember 2015 18:00 Uhr | meiste Tore: Polman 6 | (15:8)       | meiste Tore: Kudłacz-Gloc 5 | Jyske Bank Boxen, Herning Zuschauer: 9.500 Schiedsrichter: Antić, Jakovlvević |
| 18. Dezember 2015 18:00 Uhr | Strafen: 3× 1×        | Spielbericht | Strafen: 3× 4×              | Jyske Bank Boxen, Herning Zuschauer: 9.500 Schiedsrichter: Antić, Jakovlvević |

| 18. Dezember 2015 20:45 Uhr | Norwegen            | 35:33 n. V,    | Rumänien             | Jyske Bank Boxen, Herning Zuschauer: 10.200 Schiedsrichter: Lah, Sok |
| 18. Dezember 2015 20:45 Uhr | meiste Tore: Mørk 8 | (17:14, 27:27) | meiste Tore: Neagu 8 | Jyske Bank Boxen, Herning Zuschauer: 10.200 Schiedsrichter: Lah, Sok |
| 18. Dezember 2015 20:45 Uhr | Strafen: 3× 4× 1×   | Spielbericht   | Strafen: 4× 6×       | Jyske Bank Boxen, Herning Zuschauer: 10.200 Schiedsrichter: Lah, Sok |

#### Spiel um Platz 3
| 20. Dezember 2015 14:45 Uhr | Polen                 | 22:31        | Rumänien              | Jyske Bank Boxen, Herning Zuschauer: 11.000 Schiedsrichter: Arntsen, Røen |
| 20. Dezember 2015 14:45 Uhr | meiste Tore: Achruk 6 | (8:15)       | meiste Tore: Neagu 10 | Jyske Bank Boxen, Herning Zuschauer: 11.000 Schiedsrichter: Arntsen, Røen |
| 20. Dezember 2015 14:45 Uhr | Strafen: 3× 2×        | Spielbericht | Strafen: 3× 7×        | Jyske Bank Boxen, Herning Zuschauer: 11.000 Schiedsrichter: Arntsen, Røen |

#### Finale
| 20. Dezember 2015 17:15 Uhr | Niederlande           | 23:31        | Norwegen              | Jyske Bank Boxen, Herning Zuschauer: 12.500 Schiedsrichter: C. Bonaventura, J. Bonaventura |
| 20. Dezember 2015 17:15 Uhr | meiste Tore: Polman 8 | (9:20)       | meiste Tore: Herrem 7 | Jyske Bank Boxen, Herning Zuschauer: 12.500 Schiedsrichter: C. Bonaventura, J. Bonaventura |
| 20. Dezember 2015 17:15 Uhr | Strafen: 3× 4×        | Spielbericht | Strafen: 3×           | Jyske Bank Boxen, Herning Zuschauer: 12.500 Schiedsrichter: C. Bonaventura, J. Bonaventura |

### President's Cup

#### Platzierungsspiele
| 13. Dezember 2015 15:30 Uhr | Tunesien                | 28:24        | Kuba                | Jyske Bank Boxen, Herning Zuschauer: 1.500 Schiedsrichter: Antić, Jakovljević |
| 13. Dezember 2015 15:30 Uhr | meiste Tore: Hamrouni 7 | (15:12)      | meiste Tore: Rizo 9 | Jyske Bank Boxen, Herning Zuschauer: 1.500 Schiedsrichter: Antić, Jakovljević |
| 13. Dezember 2015 15:30 Uhr | Strafen: 2× 3×          | Spielbericht | Strafen: 3× 4×      | Jyske Bank Boxen, Herning Zuschauer: 1.500 Schiedsrichter: Antić, Jakovljević |

| 13. Dezember 2015 18:00 Uhr | Kongo                   | 30:31 n. S.    | Kasachstan             | Jyske Bank Boxen, Herning Zuschauer: 4.500 Schiedsrichter: Schulze, Tönnies |
| 13. Dezember 2015 18:00 Uhr | meiste Tore: Mwasesa 11 | (12:11, 26:26) | meiste Tore: Tankina 8 | Jyske Bank Boxen, Herning Zuschauer: 4.500 Schiedsrichter: Schulze, Tönnies |
| 13. Dezember 2015 18:00 Uhr | Strafen: 2× 5×          | Spielbericht   | Strafen: 4× 8×         | Jyske Bank Boxen, Herning Zuschauer: 4.500 Schiedsrichter: Schulze, Tönnies |

| 13. Dezember 2015 15:30 Uhr | Japan                 | 24:29        | China                   | Kolding-Hallen, Kolding Zuschauer: 600 Schiedsrichter: Birch, Stenrad |
| 13. Dezember 2015 15:30 Uhr | meiste Tore: Fujii 14 | (11:16)      | meiste Tore: Sun, Yin 7 | Kolding-Hallen, Kolding Zuschauer: 600 Schiedsrichter: Birch, Stenrad |
| 13. Dezember 2015 15:30 Uhr | Strafen: 3× 6×        | Spielbericht | Strafen: 4× 6×          | Kolding-Hallen, Kolding Zuschauer: 600 Schiedsrichter: Birch, Stenrad |

| 13. Dezember 2015 18:00 Uhr | Argentinien            | 28:14        | Puerto Rico                              | Kolding-Hallen, Kolding Zuschauer: 400 Schiedsrichter: Coulibaly, Diabate |
| 13. Dezember 2015 18:00 Uhr | meiste Tore: Salvadó 7 | (13:6)       | meiste Tore: Hiraldo, Ceballos, Garcia 3 | Kolding-Hallen, Kolding Zuschauer: 400 Schiedsrichter: Coulibaly, Diabate |
| 13. Dezember 2015 18:00 Uhr | Strafen: 2× 4×         | Spielbericht | Strafen: 3× 7×                           | Kolding-Hallen, Kolding Zuschauer: 400 Schiedsrichter: Coulibaly, Diabate |

#### Spiel um Platz 23
| 14. Dezember 2015 15:30 Uhr | Kuba                | 29:19        | Kongo                  | Jyske Bank Boxen, Herning Zuschauer: 100 Schiedsrichter: C. Bonaventura, J. Bonaventura |
| 14. Dezember 2015 15:30 Uhr | meiste Tore: Rizo 9 | (14:10)      | meiste Tore: Mwasesa 7 | Jyske Bank Boxen, Herning Zuschauer: 100 Schiedsrichter: C. Bonaventura, J. Bonaventura |
| 14. Dezember 2015 15:30 Uhr | Strafen: 2× 5×      | Spielbericht | Strafen: 2× 6×         | Jyske Bank Boxen, Herning Zuschauer: 100 Schiedsrichter: C. Bonaventura, J. Bonaventura |

#### Spiel um Platz 21
| 14. Dezember 2015 13:00 Uhr | Tunesien                | 39:23        | Kasachstan                     | Jyske Bank Boxen, Herning Zuschauer: 100 Schiedsrichter: Arntsen, Røen |
| 14. Dezember 2015 13:00 Uhr | meiste Tore: Hamrouni 9 | (16:12)      | meiste Tore: Tankina, Rodina 5 | Jyske Bank Boxen, Herning Zuschauer: 100 Schiedsrichter: Arntsen, Røen |
| 14. Dezember 2015 13:00 Uhr | Strafen: 1× 2×          | Spielbericht | Strafen: 3× 7×                 | Jyske Bank Boxen, Herning Zuschauer: 100 Schiedsrichter: Arntsen, Røen |

#### Spiel um Platz 19
| 14. Dezember 2015 13:00 Uhr | Japan                    | 44:15        | Puerto Rico                     | Kolding-Hallen, Kolding Zuschauer: 400 Schiedsrichter: Antić, Jakovljević |
| 14. Dezember 2015 13:00 Uhr | meiste Tore: Matsumura 9 | (21:7)       | meiste Tore: Ceballos, Garcia 4 | Kolding-Hallen, Kolding Zuschauer: 400 Schiedsrichter: Antić, Jakovljević |
| 14. Dezember 2015 13:00 Uhr | Strafen: 3× 4×           | Spielbericht | Strafen: 3×                     | Kolding-Hallen, Kolding Zuschauer: 400 Schiedsrichter: Antić, Jakovljević |

#### Spiel um Platz 17
| 14. Dezember 2015 15:30 Uhr | China              | 35:27        | Argentinien            | Kolding-Hallen, Kolding Zuschauer: 200 Schiedsrichter: Alpaidse, Berjoskina |
| 14. Dezember 2015 15:30 Uhr | meiste Tore: Yan 8 | (20:9)       | meiste Tore: Karsten 7 | Kolding-Hallen, Kolding Zuschauer: 200 Schiedsrichter: Alpaidse, Berjoskina |
| 14. Dezember 2015 15:30 Uhr | Strafen: 3×        | Spielbericht | Strafen: 3×            | Kolding-Hallen, Kolding Zuschauer: 200 Schiedsrichter: Alpaidse, Berjoskina |

## Abschlussplatzierungen
- Der erste Platz berechtigte zur Teilnahme an den Olympischen Sommerspielen 2016
- Die Plätze 2 bis 7 berechtigten zur Teilnahme an der Qualifikation zu den Olympischen Sommerspielen 2016.
- Die Platzierungen der Plätze 9 bis 16 ergaben sich nach folgenden Kriterien:
  - Punkte in den Vorrundenspielen gegen Teams auf Rang 1 bis 4 der jeweiligen Gruppe
  - Tordifferenz in den Vorrundenspielen gegen Teams auf Rang 1 bis 4 der jeweiligen Gruppe
  - Anzahl der erzielten Tore in den Vorrundenspielen gegen Teams auf Rang 1 bis 4 der jeweiligen Gruppe

| Rang   | Team                            | Sp. | S | U | N | Tore    | Diff. |
| ------ | ------------------------------- | --- | - | - | - | ------- | ----- |
| Gold   | Norwegen (Europameister) a b    | 9   | 8 | 0 | 1 | 279:209 | 0+70  |
| Silber | Niederlande                     | 9   | 7 | 1 | 1 | 300:217 | 0+83  |
| Bronze | Rumänien                        | 9   | 5 | 0 | 4 | 270:225 | 0+45  |
| 04.    | Polen                           | 9   | 5 | 0 | 4 | 227:239 | 0−12  |
| 05.    | Russland                        | 9   | 8 | 0 | 1 | 277:207 | 0+70  |
| 06.    | Dänemark                        | 9   | 5 | 0 | 4 | 239:208 | 0+31  |
| 07.    | Frankreich                      | 9   | 5 | 1 | 3 | 227:194 | 0+33  |
| 08.    | Montenegro                      | 9   | 5 | 1 | 3 | 255:229 | 0+26  |
| 09.    | Schweden                        | 6   | 4 | 1 | 1 | 211:160 | 0+50  |
| 10.    | Brasilien (Panamerikameister) b | 6   | 4 | 1 | 1 | 140:120 | 0+20  |
| 11.    | Ungarn                          | 6   | 4 | 0 | 2 | 169:145 | 0+24  |
| 12.    | Spanien                         | 6   | 3 | 0 | 3 | 169:120 | 0+49  |
| 13.    | Deutschland                     | 6   | 3 | 0 | 3 | 173:142 | 0+31  |
| 14.    | Südkorea (Asienmeister) b       | 6   | 2 | 2 | 2 | 163:155 | 00+8  |
| 15.    | Serbien                         | 6   | 2 | 1 | 3 | 164:168 | 00−4  |
| 16.    | Angola (Afrikameister) b        | 6   | 2 | 0 | 4 | 172:193 | 0−21  |
| 17.    | Volksrepublik China c           | 7   | 3 | 0 | 4 | 205:231 | 0−26  |
| 18.    | Argentinien                     | 7   | 2 | 0 | 5 | 144:169 | 0−25  |
| 19.    | Japan                           | 7   | 2 | 0 | 5 | 186:182 | 00+4  |
| 20.    | Puerto Rico                     | 7   | 1 | 0 | 6 | 117:269 | −152  |
| 21.    | Tunesien                        | 7   | 2 | 0 | 5 | 175:229 | 0−54  |
| 22.    | Kasachstan                      | 7   | 1 | 0 | 6 | 149:248 | 0−99  |
| 23.    | Kuba                            | 7   | 1 | 0 | 6 | 176:245 | 0−69  |
| 24.    | Demokratische Republik Kongo    | 7   | 0 | 0 | 7 | 127:210 | 0−83  |

## Allstar-Team
| Position         | Name                    | Land        |
| ---------------- | ----------------------- | ----------- |
| Tor:             | Tess Wester             | Niederlande |
| Linksaußen:      | Valentina Ardean-Elisei | Rumänien    |
| Rückraum links:  | Cristina Neagu          | Rumänien    |
| Rückraum Mitte:  | Stine Bredal Oftedal    | Norwegen    |
| Rückraum rechts: | Nora Mørk               | Norwegen    |
| Rechtsaußen:     | Jovanka Radičević       | Montenegro  |
| Kreis:           | Heidi Løke              | Norwegen    |

## Statistiken

### Torschützinnenliste
| Pl.                                                                                               | Spieler                    | Team                         | Tore | FT | 7m-Tore | T/S  | Spiele |
| ------------------------------------------------------------------------------------------------- | -------------------------- | ---------------------------- | ---- | -- | ------- | ---- | ------ |
| 01.                                                                                               | Cristina Neagu             | Rumänien                     | 63   | 45 | 18      | 7,00 | 9      |
| 02.                                                                                               | Jovanka Radičević          | Montenegro                   | 60   | 55 | 05      | 6,67 | 9      |
| 03.                                                                                               | Karolina Kudłacz-Gloc      | Polen                        | 52   | 46 | 06      | 5,78 | 9      |
| 03.                                                                                               | Anna Wiktorowna Wjachirewa | Russland                     | 52   | 20 | 32      | 5,78 | 9      |
| 05.                                                                                               | Estavana Polman            | Niederlande                  | 51   | 36 | 15      | 5,67 | 9      |
| 06.                                                                                               | Katarina Bulatović         | Montenegro                   | 49   | 34 | 15      | 5,44 | 9      |
| 07.                                                                                               | Stine Jørgensen            | Dänemark                     | 48   | 30 | 18      | 5,33 | 9      |
| 08.                                                                                               | Christianne Mwasesa        | Demokratische Republik Kongo | 45   | 36 | 09      | 6,43 | 7      |
| 09.                                                                                               | Nora Mørk                  | Norwegen                     | 44   | 28 | 16      | 4,89 | 9      |
| 10.                                                                                               | Natália Bernardo           | Angola                       | 43   | 25 | 18      | 7,17 | 6      |
| 10.                                                                                               | Mouna Chebbah              | Tunesien                     | 43   | 28 | 15      | 6,14 | 7      |
| FT – Feldtore, 7m – Siebenmeter, T/S – Tore pro Spiel; Quelle: ihf.info, Stand: 20. Dezember 2015 |                            |                              |      |    |         |      |        |

### Torvorlagen
| 1.                                         | Cornelia Nycke Groot  | Niederlande         | 54 | 9 |
| 2.                                         | Jiaqin Zhao           | Volksrepublik China | 48 | 7 |
| 3.                                         | Nora Mørk             | Norwegen            | 37 | 9 |
| 4.                                         | Mayuko Ishitate       | Japan               | 35 | 7 |
| 4.                                         | Milena Raičević       | Montenegro          | 35 | 9 |
| 6.                                         | Isabelle Gulldén      | Schweden            | 34 | 6 |
| 6.                                         | Kristina Kristiansen  | Dänemark            | 34 | 9 |
| 6.                                         | Stine Bredal Oftedal  | Norwegen            | 34 | 9 |
| 9.                                         | Estavana Polman       | Niederlande         | 33 | 9 |
| 10.                                        | Karolina Kudlacz-Gloc | Polen               | 31 | 9 |
| Quelle: ihf.info, Stand: 20. Dezember 2015 |                       |                     |    |   |

### Torhüterinnen
| 1.                                         | Tess Wester              | Niederlande | 43 | 120 | 277 | 9 |
| 2.                                         | Darly de Paula           | Spanien     | 42 | 28  | 66  | 9 |
| 3.                                         | Rikke Poulsen            | Dänemark    | 41 | 76  | 186 | 9 |
| 4.                                         | Kari Aalvik Grimsbø      | Norwegen    | 40 | 80  | 201 | 9 |
| 5.                                         | Johanna Bundsen          | Schweden    | 39 | 56  | 145 | 6 |
| 5.                                         | Filippa Idéhn            | Schweden    | 39 | 40  | 102 | 6 |
| 7.                                         | Mayssa Pessoa            | Brasilien   | 38 | 28  | 74  | 6 |
| 7.                                         | Silje Margaretha Solberg | Norwegen    | 38 | 52  | 138 | 9 |
| 9.                                         | Laura Glauser            | Frankreich  | 36 | 41  | 113 | 9 |
| 9.                                         | Nesrine Hamza            | Tunesien    | 36 | 26  | 73  | 7 |
| 9.                                         | Katja Kramarczyk         | Deutschland | 36 | 56  | 155 | 6 |
| Quelle: ihf.info, Stand: 20. Dezember 2015 |                          |             |    |     |     |   |

### Team Fairplay
| Pl. | Team                         | Punkte/Spiel | Punkte (total) a | Disqualifikation | Verwarnung | 2 Minuten | Spiele |
| --- | ---------------------------- | ------------ | ---------------- | ---------------- | ---------- | --------- | ------ |
| 1. | Argentinien                  | 8,0          | 56               |                  | 20         | 18        | 7      |
| 2. | Ungarn                       | 8,5          | 51               |                  | 15         | 18        | 6      |
| 3. | Tunesien                     | 8,7          | 61               |                  | 15         | 23        | 7      |
| 4. | Südkorea                     | 9,0          | 54               |                  | 18         | 18        | 6      |
| 5. | Spanien                      | 9,3          | 56               | 1                | 15         | 18        | 6      |
| 6. | Niederlande                  | 9,4          | 85               | 1                | 24         | 28        | 9      |
| 7. | Angola                       | 9,7          | 58               | 1                | 17         | 18        | 6      |
| 8. | Deutschland                  | 10,5         | 63               |                  | 19         | 22        | 6      |
| 9. | Rumänien                     | 10,9         | 98               |                  | 26         | 36        | 9      |
| 10. | Schweden                     | 11,0         | 66               |                  | 18         | 24        | 6      |
| 11. | Brasilien                    | 11,5         | 69               |                  | 19         | 25        | 6      |
| 12. | Dänemark                     | 11,7         | 105              |                  | 29         | 38        | 9      |
| 12. | Japan                        | 11,7         | 82               |                  | 16         | 33        | 7      |
| 12. | Norwegen                     | 11,7         | 105              | 2                | 29         | 33        | 9      |
| 15. | Frankreich                   | 11,8         | 106              | 1                | 29         | 36        | 9      |
| 15. | Polen                        | 11,8         | 106              | 1                | 31         | 35        | 9      |
| 17. | Russland                     | 12,6         | 113              | 1                | 26         | 41        | 9      |
| 18. | Volksrepublik China          | 12,9         | 90               |                  | 24         | 33        | 7      |
| 19. | Kasachstan                   | 13,0         | 91               | 2                | 21         | 30        | 7      |
| 20. | Demokratische Republik Kongo | 13,3         | 93               | 2                | 17         | 33        | 7      |
| 21. | Montenegro                   | 13,6         | 122              | 1                | 29         | 44        | 9      |
| 22. | Puerto Rico                  | 13,9         | 97               |                  | 21         | 38        | 7      |
| 23. | Kuba                         | 14,0         | 98               | 1                | 17         | 38        | 7      |
| 24. | Serbien                      | 15,0         | 90               | 1 b              | 20         | 30        | 6      |
| a Für jede Strafe gibt es folgende Punktzahl: 1 Punkt, 2 Punkte, (direkt oder durch 3× ) 5 Punkte, mit Bericht 10 Punkte b Ist eine mit Bericht |                              |              |                  |                  |            |           |        |
| Quelle: ihf.info Stand: 20. Dezember 2015 |                              |              |                  |                  |            |           |        |

## Schiedsrichter
Von der EHF wurden für die Europameisterschaft 12 Schiedsrichterpaare nominiert.
| Land           | Name                      | Einsätze                                                              | Einsätze                                          | Einsätze                       | Einsätze   | Einsätze       |                |
| Land           | Name                      | Vorrunde                                                              | Finalrunde                                        | President's Cup                | Halbfinale | Finalspiele    |                |
| -------------- | ------------------------- | --------------------------------------------------------------------- | ------------------------------------------------- | ------------------------------ | ---------- | -------------- | -------------- |
| Land           | Name                      | Gruppe / Spiel                                                        | Gruppe / Spiel                                    | President's Cup                | Halbfinale | Finalspiele    |                |
| Argentinien    | Julian Ismael Grillo      | A / DEN – JPN A / SRB – HUN A / MNE – TUN                             | AF / RUS – KOR                                    |                                |            |                |                |
| Argentinien    | Sebastián Lenci           | A / DEN – JPN A / SRB – HUN A / MNE – TUN                             | AF / RUS – KOR                                    |                                |            |                |                |
| Brunei         | Hussain Almawt            | C / FRA – GER C / CGO – BRA C / ARG – BRA C / CGO – GER               |                                                   |                                |            |                |                |
| Brunei         | Sameer Marhoon            | C / FRA – GER C / CGO – BRA C / ARG – BRA C / CGO – GER               |                                                   |                                |            |                |                |
| Dänemark       | Anders Kærlund Birch      | C / BRA – KOR C / GER – ARG C / KOR – CGO C / FRA – CGO C / BRA – FRA |                                                   | PR / JPN – CHN                 |            |                |                |
| Dänemark       | Dennis Engkebølle Stenrad | C / BRA – KOR C / GER – ARG C / KOR – CGO C / FRA – CGO C / BRA – FRA |                                                   | PR / JPN – CHN                 |            |                |                |
| Deutschland    | Robert Schulze            | B / CUB – POL A / DEN – SRB A / HUN – JAP                             | AF / ESP – FRA                                    | PR / CGO – KAZ                 |            | P7 / FRA – MNE | P7 / FRA – MNE |
| Deutschland    | Tobias Tönnies            | B / CUB – POL A / DEN – SRB A / HUN – JAP                             | AF / ESP – FRA                                    | PR / CGO – KAZ                 |            | P7 / FRA – MNE | P7 / FRA – MNE |
| Elfenbeinküste | Yalatima Nanga Coulibaly  | A / TUN – DEN C / BRA – GER A / SRB – JPN                             |                                                   | PR / ARG – PRI                 |            |                |                |
| Elfenbeinküste | Mamoudoi Diabate          | A / TUN – DEN C / BRA – GER A / SRB – JPN                             |                                                   | PR / ARG – PRI                 |            |                |                |
| Frankreich     | Charlotte Bonaventura     | B / NED – CHN B / POL – SWE B / CUB – ANG B / NED – POL               | AF / NED – SRB VF / DEN – ROU                     | P23 / CUB – CGO                |            | F / NED – NOR  | F / NED – NOR  |
| Frankreich     | Julie Bonaventura         | B / NED – CHN B / POL – SWE B / CUB – ANG B / NED – POL               | AF / NED – SRB VF / DEN – ROU                     | P23 / CUB – CGO                |            | F / NED – NOR  | F / NED – NOR  |
| Island         | Jónas Elíasson            | C / KOR – FRA                                                         |                                                   |                                |            |                |                |
| Island         | Anton Gylfi Pálsson       | C / KOR – FRA                                                         |                                                   |                                |            |                |                |
| Japan          | Tomoko Ota                | D / ESP – KAZ D / PUR – NOR D / ESP – PUR D / PRI – KAZ               |                                                   |                                |            |                |                |
| Japan          | Mariko Shimajiri          | D / ESP – KAZ D / PUR – NOR D / ESP – PUR D / PRI – KAZ               |                                                   |                                |            |                |                |
| Norwegen       | Kjersti Arntsen           | A / MNE – HUN A / HUN – DEN A / TUN – SRB                             | AF / DEN – SWE VF / POL – RUS                     | P21 / TUN – KAZ                |            | P3 / POL – ROU | P3 / POL – ROU |
| Norwegen       | Guro Røen                 | A / MNE – HUN A / HUN – DEN A / TUN – SRB                             | AF / DEN – SWE VF / POL – RUS                     | P21 / TUN – KAZ                |            | P3 / POL – ROU | P3 / POL – ROU |
| Rumänien       | Diana-Carmen Florescu     | B / SWE – ANG B / CHN – CUB B / SWE – CHN B / CUB – SWE               |                                                   |                                |            |                |                |
| Rumänien       | Anamaria Stoia            | B / SWE – ANG B / CHN – CUB B / SWE – CHN B / CUB – SWE               |                                                   |                                |            |                |                |
| Russland       | Wiktorija Alpaidse        | A / HUN – TUN A / JPN – MNE A / JPN – TUN C / ARG – KOR               |                                                   | P17 / CHN – ARG                |            |                |                |
| Russland       | Tatjana Berjoskina        | A / HUN – TUN A / JPN – MNE A / JPN – TUN C / ARG – KOR               |                                                   | P17 / CHN – ARG                |            |                |                |
| Spanien        | Ignacio García Serradilla | A / MNE – SRB B / SWE – NED B / ANG – POL A / DEN – MNE               | AF / BRA – ROU                                    |                                |            |                |                |
| Spanien        | Andreu Marín Llorente     | A / MNE – SRB B / SWE – NED B / ANG – POL A / DEN – MNE               | AF / BRA – ROU                                    |                                |            |                |                |
| Slowenien      | Bojan Lah                 | D / RUS – ESP D / NOR – KAZ D / ROU – NOR D / NOR – ESP               | AF / POL – HUN VF / NOR – MNE                     |                                | NOR – ROU  | P5 / RUS – DEN | P5 / RUS – DEN |
| Slowenien      | David Sok                 | D / RUS – ESP D / NOR – KAZ D / ROU – NOR D / NOR – ESP               | AF / POL – HUN VF / NOR – MNE                     |                                | NOR – ROU  | P5 / RUS – DEN | P5 / RUS – DEN |
| Serbien        | Vanja Antić               | D / ROU – PUR D / ESP – ROU D / KAZ – RUS                             |                                                   | PR / TUN – CUB P19 / JPN – PRI | NOR – POL  |                |                |
| Serbien        | Jelena Jakovljević        | D / ROU – PUR D / ESP – ROU D / KAZ – RUS                             |                                                   | PR / TUN – CUB P19 / JPN – PRI | NOR – POL  |                |                |
| Südkorea       | Lee Seok                  | B / ANG – NED B / POL – CHN B / CUB – NED B / CHN – ANG               | AF / MNE – ANG P 5 – 8 / FRA – RUS                |                                |            |                |                |
| Südkorea       | Koo Bon-ok                | B / ANG – NED B / POL – CHN B / CUB – NED B / CHN – ANG               | AF / MNE – ANG P 5 – 8 / FRA – RUS                |                                |            |                |                |
| Tunesien       | Ismail Boualloucha        | C / ARG – CGO C / FRA – ARG C / GER – KOR                             |                                                   |                                |            |                |                |
| Tunesien       | Ramzi Khenissi            | C / ARG – CGO C / FRA – ARG C / GER – KOR                             |                                                   |                                |            |                |                |
| Ungarn         | Péter Horváth             | D / NOR – RUS D / KAZ – ROU D / RUS – PUR D / ROU – RUS               | AF / GER – NOR VF / NED – FRA P 5 – 8 / MNE – DEN |                                |            |                |                |
| Ungarn         | Balázs Marton             | D / NOR – RUS D / KAZ – ROU D / RUS – PUR D / ROU – RUS               | AF / GER – NOR VF / NED – FRA P 5 – 8 / MNE – DEN |                                |            |                |                |
|                |                           |                                                                       |                                                   |                                |            |                |                |

## Fernsehübertragung
Anfang 2014 wurden die TV-Rechte für die Männer-Handballweltmeisterschaft 2014 in Katar und in Frankreich sowie die Frauen-Weltmeisterschaft 2015 und 2017 für eine Rekordsumme von 100 Mio. CHF an das katarische Tochterunternehmen von Al Jazeera beIN Sports verkauft.
Wie bereits bei der Handballweltmeisterschaft der Männer im Januar 2015 konnte sich kein deutscher TV-Sender, wie Sport1 und Sportdeutschland.tv, mit beIN Sports über die deutschen TV-Rechte für die Übertragung der Frauen-Handballweltmeisterschaft einigen. Als selbiger Grund wurde die Satellitenverschlüsselung genannt – da viele Sender auch im Ausland empfangen werden können, sollte die Satellitenübertragung verschlüsselt werden, damit Exklusivrechte anderer europäischer Sender nicht verletzt würden. Die Verschlüsselung widerspräche dem Grundauftrag der öffentlich-rechtlichen Sender und „dem europäischen Grundsatz des "free flow of information"“. Auch der Bezahlsender Sky erwarb nicht – anders als bei der Handballweltmeisterschaft der Männer 2015 – die Übertragungsrechte.
Am 5. Dezember 2015 – also am Tag des ersten Vorrundenspiels der deutschen Mannschaft – wurde bekannt, dass sich der US-Internetanbieter eversport.tv die Rechte für alle Spiele im deutschen Verbreitungsgebiet gesichert habe und jene kostenfrei als Livestream im Internet übertrage.

## Offizielle Maskottchen
Jeweils ein eigenes, lokales Maskottchen repräsentierte einen der vier Austragungsorte: Naessi aus Næstved, Trille aus Herning, Trolle aus Kolding und Frederik aus Frederikshavn.

## Offizielles Lied
Offizielles Lied der Weltmeisterschaft war Heart of Handball der dänischen Sängerin Zindy Laursen.